# 男兒有淚不輕彈
《男兒有淚不輕彈》（英文：No More Cry）是部2009年日本電影，由《舞妓哈哈哈》（Maiko Haaaan）導演水田伸生執導，宮藤官九郎擔綱編劇，東寶發行。台灣于2010年4月中上映。

## 演員
- 下井草祐太：阿部貞夫
- 下井草祐介：瑛太
- 山岸徹子：竹内結子
- 金城大介：塚本高史
- トシちゃん：皆川猿時
- 女店員：片桐はいり
- 下井草祐子：鈴木砂羽
- 山岸正徳：竹山隆範
- 櫻井：高橋ジョージ
- 下井草健太：伊原剛志（友情出演）

## 外部連結
- （日語） 官方网站